# Nanga Parbat (2010)
Nanga Parbat ist ein Spielfilm des deutschen Filmregisseurs Joseph Vilsmaier aus dem Jahr 2010. Der Bergfilm thematisiert die Sigi-Löw-Gedächtnisexpedition zum Nanga Parbat im Jahr 1970, bei der Reinhold Messners Bruder Günther ums Leben kam. Der Film zeigt die Ereignisse aus Sicht von Reinhold Messner, weshalb es einige Kontroversen bezüglich der Richtigkeit mancher seiner Angaben gibt. Die Umstände, unter denen Günther Messner ums Leben kam, sind seit 1970 Gegenstand mehrerer Gerichtsprozesse, Buchveröffentlichungen und zahlreicher Diskussionen.

## Handlung
Der Film wird in Rückblenden aus der Sicht von Reinhold Messner erzählt. Dieser stört eine Pressekonferenz des Expeditionsleiters Karl Herrligkoffer, indem er dessen Darstellung der Expedition als Lüge zurückweist und selbst seine Sicht der Dinge schildert.
Die beiden Brüder Reinhold und Günther Messner wachsen, zusammen mit sieben weiteren Geschwistern, als Söhne eines Lehrers und Bergsteigers auf. Schon als Kinder nehmen sie sich vor, verschiedene Steilwände zu besteigen, u. a. den Nanga Parbat. Jahre später erhält Reinhold die Möglichkeit, sich einer Expedition an die Rupalwand des Nanga Parbat anzuschließen, die der erfahrene und renommierte Expeditionsleiter Karl Herrligkoffer leitet. Als ein Expeditionsteilnehmer kurzfristig ausfällt, erreicht Reinhold, dass sein Bruder in die Mannschaft nachrückt. Zwischen dem individualistischen Reinhold, der das Klettern als eine Form von Kunst sieht, und Herrligkoffer, der Bergsteigen nur als disziplinierte Mannschaftsleistung definiert, tun sich Spannungen auf. Andererseits ist der Expeditionsleiter auf Reinholds medienwirksames Charisma angewiesen, um Sponsorengelder einzuwerben.
Am Fuße der Rupalwand errichten die Bergsteiger ein Basislager. Von dort aus legen sie in einzelnen Expeditionen Hochlager in zunehmender Höhe der Steilwand an und versichern die Wege mit Haken und Seilen. Hierbei widersetzen sich die Messners zweimal den über Funk erteilten Befehlen Herrligkoffers, ins Basislager abzusteigen bzw. dort zu bleiben.
Als wegen des anhaltend schlechten Wetters eine Besteigung des Gipfels nicht möglich ist, droht die Genehmigung für die Expedition abzulaufen, die nur für einen begrenzten Zeitraum erteilt wurde. Daher schlägt Reinhold Herrligkoffer vor, in einer Kleingruppe mit Günther und Gerhard Baur das höchste Hochlager zu besteigen, um den Weg zum Gipfel für den Rest der Gruppe zu befestigen. So soll kurzfristig entschieden werden, ob das Wetter eine Besteigung aus dem Hochlager zulässt. Das Basislager soll gutes Wetter mit blauen, schlechtes mit roten Leuchtraketen signalisieren. Reinhold stellt klar, dass er bei schlechtem Wetter ebenfalls eine Besteigung vornehmen werde, allerdings allein. In der ersten Nacht weist Gerhard Symptome einer Erkältung auf und schlägt vor, dass sie ins Basislager zurückkehren sollten. Das lehnen die Messners jedoch ab. Nachdem das Basislager rote Raketen abgefeuert hat, beschließt die Gruppe, dass Reinhold am nächsten Tag den Gipfel erklimmt – obwohl er nicht genug Seil hat, um die gesamte Strecke abzusichern. Währenddessen sollen Günther und Gerhard die auf dem Weg befindliche Merklrinne versichern, damit Reinhold auf dem Rückweg zügiger absteigen und vor Einbruch der Dunkelheit wieder das Hochlager erreichen kann.
Tags darauf ist Günther jedoch unzufrieden damit, nur Hilfsaufgaben für den Ruhm seines Bruders zu verrichten und klettert spontan und ohne Seile Reinhold hinterher. Der kranke Gerhard steigt nun allein ins Basislager ab. Günther holt Reinhold nach nur vier Stunden ein. Die beiden streiten sich über Günthers eigenmächtige Entscheidung. Sie erkennen, dass sie ohne die unterstützende Versicherung des Rückwegs nicht mehr vor Einbruch der Nacht ins Lager zurückkehren können und beschließen, da sie ohnehin im Freien werden übernachten müssen, den Aufstieg fortzusetzen.
Tatsächlich erreichen sie den Gipfel des Nanga Parbat und erinnern sich daran, diesen Moment als Kinder erträumt zu haben. Weil Günther vom schnellen Aufstieg am Vormittag geschwächt ist, können sie nur einen Teil des Rückwegs bis zum Einbruch der Nacht bewältigen, die sie nur mit Rettungsdecken zugedeckt überstehen müssen. Am nächsten Tag entdeckt Reinhold in Sichtweite die Expeditionsteilnehmer Peter Scholz und Felix Kuen, die ihnen hinterhergestiegen sind. Es gelingt Reinhold, Rufkontakt herzustellen. Aber das Stück Steilwand, das beide Seilschaften trennt, erweist sich als unüberwindbar. Reinhold beschließt daher, über die rückseitige Diamirflanke abzusteigen, wo es jedoch keinerlei Fixseile zur Sicherung gibt. Nur mit dem Eispickel kämpfen sich die Brüder durch das unbekannte Gebiet. Günther ist inzwischen nur noch schwer zum Weiterlaufen zu motivieren, erst recht nach einer weiteren Nacht im Freien. Er gerät zunehmend außer Sichtweite, da Reinhold unbeirrt nach einem sicheren Weg für sie beide sucht. Schließlich wird Günther, von Reinhold unbemerkt, von einer Lawine verschüttet. Dieser klettert zurück, kann seinen Bruder aber nicht finden.
Felix und Peter haben inzwischen selbst den Gipfel des Nanga Parbat bestiegen und sind ins Basislager zurückgekehrt. Dort werden sie dafür gefeiert, dass sie die Expedition zu einer erfolgreichen Besteigung des Gipfels geführt haben. Gleichzeitig bedauert die Mannschaft den vermeintlichen Tod der Messners, denen keine Überlebenschancen eingeräumt werden.
Zunehmend entkräftet und mit schweren Erfrierungen steigt Reinhold durch inzwischen schneefreie Gebiete weiter ab. Schließlich entdecken ihn einheimische Hirten, tragen ihn in ihr Dorf und versorgen ihn mit Lebensmitteln. Sie übergeben ihn einem vorbeifahrenden Offizier der pakistanischen Armee. Herrligkoffer hat die Messners aufgegeben: Wer sich seinen Befehlen entziehe, entziehe sich auch seiner Verantwortung. Er lässt das Basislager räumen. Auf der Fahrt zum Flughafen begegnet der Tross dem pakistanischen Offizier, der Reinhold an die Bergsteiger übergibt.
Bei der Trauerfeier im Heimatdorf der Messners stellt der Pfarrer die Frage nach Verantwortung und Schuld, spendet der Familie aber auch Trost. Karl Herrligkoffer und Felix Kuen sind dabei nicht anwesend.

## Hintergrund
Das Drama um die Nanga-Parbat-Besteigung und den Tod Günther Messners wurde auf Grundlage der Erinnerungen Reinhold Messners und ohne Beteiligung der anderen damaligen Expeditionsteilnehmer verfilmt. Reinhold Messner fungierte bei den Dreharbeiten als Berater des Regisseurs. Der Spielfilm wurde ab Mitte Januar 2010 in den Kinos gezeigt und ist keine vollständig authentische Dokumentation der damaligen Ereignisse. Mehrere Expeditionsmitglieder von 1970 und der Sohn des damaligen Expeditionsleiters Karl Herrligkoffer kritisieren die Darstellung Herrligkoffers im Film massiv; dieser erscheint dort als einerseits autokratischer, unsympathischer Tyrann und andererseits als zögerlich, was er nach der Aussage mehrerer Zeitzeugen nicht war. Dem steht die Aussage von Georg Kirner entgegen, der Karl Maria Herrligkoffer ebenfalls von einer Expedition kannte und dessen Darstellung im Film als „zu schön“ empfindet. Von ehemaligen Expeditionsmitgliedern wird überdies die bewusst nicht den historischen Tatsachen folgende Darstellung verschiedener Szenen im Film kritisiert, so etwa die Szene, als Reinhold Messner und Felix Kuen in der Merklrinne Rufkontakt haben, oder die Gipfelszene mit Felix Kuen und Peter Scholz. Anders als im Film dargestellt, stieß Karl Herrligkoffer eine Suchaktion im Diamir-Tal an. Nachdem er die Räumung des Lagers befohlen hatte, suchten Hans Saler und Gert Mendl die Messners in der Merklrinne der Rupalwand.

## Kritik
Der Filmdienst wertete: „Das bis heute in seinen Ursachen umstrittene Unglück wird aus zwei Perspektiven aufgerollt, aus der Reinhold Messners und der des im Basislager verbliebenen Expeditionsführers. Daraus entwickelt sich ein mäßig spannendes, breit ausgewalztes Schuldkomplex-Drama, dem zudem das inszenatorische Gespür für die imposante Landschaft des Hochgebirges abgeht.“
Im Tagesspiegel kritisierte Kai Müller: „Biedermann und die Bergsteiger: ‚Nanga Parbat‘ ist ein Film über Reinhold und Günther Messner – doch der wuchtige Bergfilm, der er hätte werden können, ist er nicht geworden.“ „Vielleicht ging es aber auch genau darum, als Messner sich 2004 mit einem Brief an Vilsmaier wandte, um eine Zusammenarbeit vorzuschlagen.“ mutmaßt der Kritiker, denn „kurz zuvor hatten die Anschuldigungen ehemaliger Expeditionsteilnehmer den Staub von dieser weithin vergessenen Geschichte aufgewirbelt und Messner in die Defensive gedrängt. Er habe seinen Bruder dem eigenen Ehrgeiz geopfert, lautete der Vorwurf der früheren ‚Bergkameraden‘ Max von Kienlin und Hans Saler.“ Dabei machte sich Messner selbst die größten Vorwürfe, dass „der Bruder, der an seiner Seite bleiben wollte – aber nicht stark genug [für den Nanga Parbat] war.“